# San Francisco, Antioquia
San Francisco este un municipiu din departamentul Antioquia, Columbia.